# Wikipedia tiếng Ba Lan
Wikipedia tiếng Ba Lan là phiên bản tiếng Ba Lan của Wikipedia. Là phiên bản thứ chín của Wikipedia, dự án bắt đầu hoạt động vào ngày 26 tháng 9 năm 2001. Nó có khoảng 970.000 bài viết và là phiên bản Wikipedia lớn thứ năm (sau Wikipedia tiếng Anh, Wikipedia tiếng Đức, Wikipedia tiếng Pháp và Wikipedia tiếng Ý). Đây cũng là phiên bản Wikipedia tiếng Slav có số lượng bài viết nhiều nhất, cũng như là phiên bản chính thức chỉ tại một quốc gia có số lượng bài viết nhiều nhất.
Wikipedia tiếng Ba Lan vốn xuất phát từ một dự án độc lập dưới tên miền wiki.rozeta.com.pl Lưu trữ ngày 13 tháng 2 năm 2006 tại Wayback Machine. Theo đề xuất từ những sáng lập viên của Wikipedia tiếng Anh, trang web này được hợp nhất vào một dự án quốc tế với url http://pl.wikipedia.com vào ngày 12 tháng 1 năm 2002 và chính thức trở thành http://pl.wikipedia.org trễ hơn một năm sau đó vào ngày 22 tháng 11.